# Manoir de Rampan
Le manoir de Rampan est une demeure, des XVIe – XVIIe siècle, qui se dresse sur le territoire de l'ancienne commune de Saint-Côme-du-Mont, dans le département de la Manche, en région Normandie. L'édifice est partiellement inscrit au titre des monuments historiques.

## Localisation
Le manoir est situé à 900 mètres au sud-ouest de l'église Saint-Côme-et-Saint-Damien de Saint-Côme-du-Mont, intégrée à la commune de Carentan-les-Marais, dans le département français de la Manche.

## Historique
Le manoir est reconstruit après les déprédations de la guerre de Cent Ans au début du XVIe siècle. L'édifice appartient au groupement forestier agricole de Rampan[Quand ?].

## Description
Le manoir-ferme du XVIe siècle se présente sous la forme de deux logis en équerre, avec dans l'angle intérieur, une tour tronquée. Il s'éclaire par des fenêtres à doubles colonnettes. L'ensemble des communs date des XVIe et XVIIe siècles.

## Protection
Le logis ; les façades et toitures des communs ; le porche d'entrée sont inscrits au titre des monuments historiques par arrêté du 2 octobre 1995.